# Бердюгина (Тюменская область)
Бердю́гина — деревня в Армизонском районе Тюменской области.

## География
Село находится в южной части региона, в лесостепной зоне, в пределах Ишимской равнины, на северо-восточном берегу озера Вьялково, вблизи деревни Вьялково.

## История
Название происходит от фамилии первых переселенцев Бердюгиных.

## Население
| 1989 | 2002 | 2010 |
| ---- | ---- | ---- |
| 192  | ↘127 | ↘102 |